# Zonación altitudinal

Pisos vegetales en los Alpes

La zonificación altitudinal o zonificación de elevación en las regiones montañosas describe la estratificación natural de los ecosistemas que se produce en distintas elevaciones debido a las condiciones ambientales variables. La temperatura, la humedad, la composición del suelo y la radiación solar son factores importantes en la determinación de las zonas de altitud, que por consiguiente sustentan diferentes especies vegetales y animales.

## Historia
Posteriormente, Salvador Rivas Martínez definió, en (1987), piso bioclimático como cada uno de los espacios que se suceden altitudinalmente, con las consiguientes variaciones de temperatura.
La zonificación altitudinal fue la primera hipótesis del geógrafo Alexander von Humboldt, que observó que la temperatura desciende a medida que aumenta la elevación ya en el siglo XVIII. Pese a esto, fue Giraud de Soulavié el primero en usar el término (en su francés original, étage de végétation). Desde entonces se han empleado el término para caracterizar diversos ecosistemas montañosos, como el Teide o los Alpes. La zonificación también se produce en los entornos intermareales y marinos, así como en las costas y en los humedales. El científico C. Hart Merriam observó que los cambios en la vegetación y los animales en las zonas de altitud se reflejan en los cambios que se esperan con el aumento de la latitud en su concepto de zonas de vida. Hoy en día, la zonificación altitudinal representa un concepto central en la investigación de las montañas.

## Pisos bioclimáticos y de vegetación
Al igual que la temperatura delimita distintos pisos de vegetación, las condiciones bioclimáticas delimitan, en función de las temperaturas, de las precipitaciones y de la distribución de ambas a lo largo del año, diversos pisos bioclimáticos, a los que corresponden una serie de comunidades vegetales que varían en función de las regiones biogeográficas. Cada región presenta una serie de pisos bioclimáticos, definidos por la temperatura; y una serie de pisos de vegetación, conformados por los taxones vegetales que habitan cada uno de los bioclimas. En España, existen los siguientes pisos:

### Región eurosiberiana
Presenta los climas alpino, subalpino, montano y colino.

### Región mediterránea

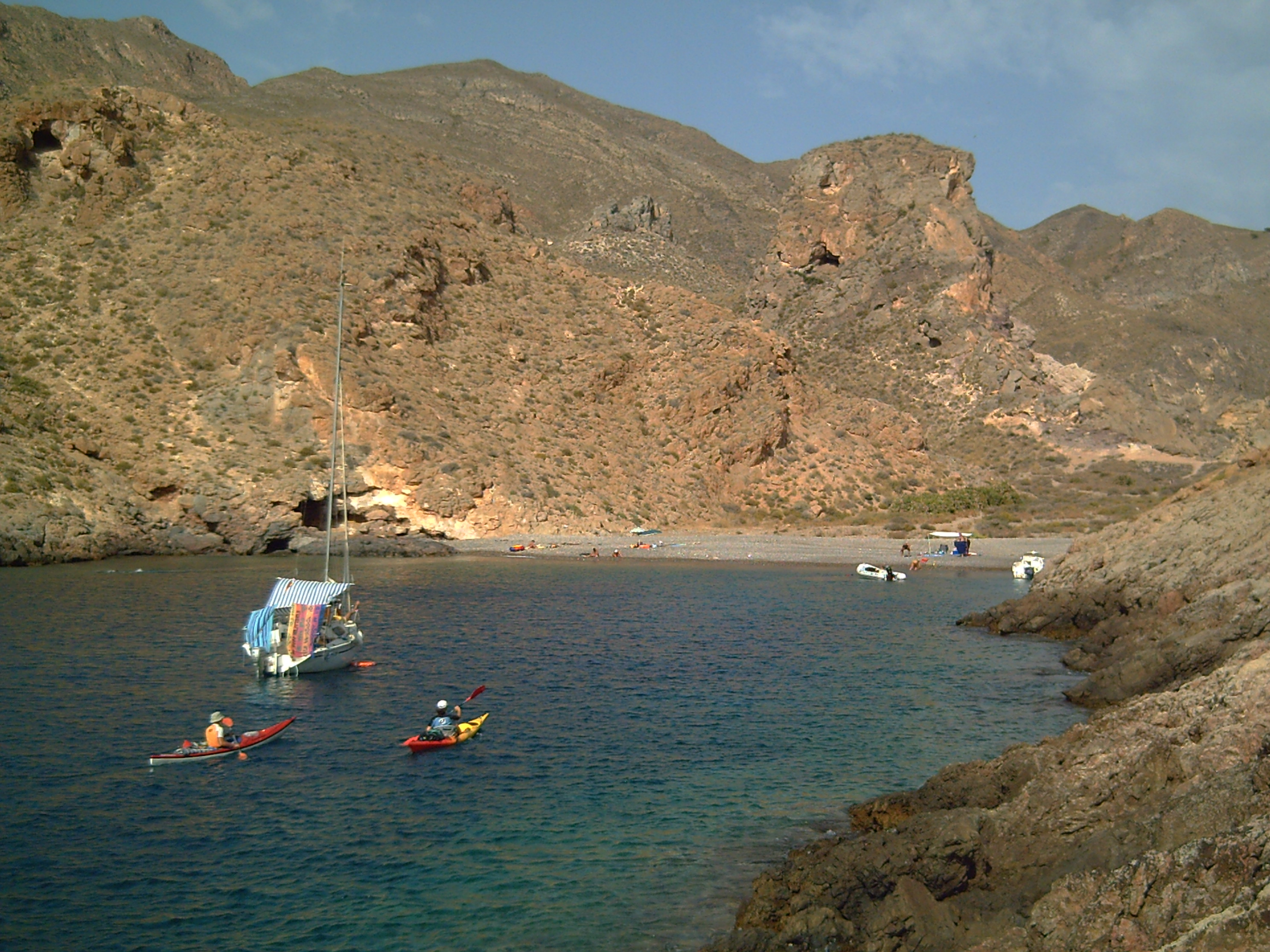
Cabo Tiñoso en el parque natural de la Sierra de la Muela, Cabo Tiñoso y Roldán, en la Región de Murcia, una representación del piso bioclimático inframediterráneo.

#### Vegetación costera
En las latitudes más bajas, próximo a condiciones desérticas, se da el piso inframediterráneo. La aridez es su rasgo definitorio, y muchas especies pierden la hoja en verano para combatir el intenso estrés hídrico. La vegetación se caracteriza normalmente por matorrales espinosos o crasos, aunque existen algunos árboles como el argán o el drago que soportan estas condiciones de aridez.
En la península ibérica se puede encontrar el piso inframediterráneo en una muy estrecha franja de las costas del sureste donde la influencia del mar impide las heladas en invierno. Especies típicas del inframediterráneo son el cornical (Periploca angustifolia), el palmito (Chamaerops humilis), arrascaviejas (Launaea arborescens), el oroval (Withania frutescens) o el esparto (Stipa tenacissima).

#### Vegetación de zonas bajas
Por debajo de los 700 metros de altitud, únicamente en la cara sur del macizo, se desarrolla el llamado piso termomediterráneo. En este piso los veranos son muy calurosos y las heladas son casi inexistentes en invierno. Pocas partes de esta franja de territorios no han sido cultivados, pero los estudios afirman que a esta zona correspondería un encinar combinado con un matorral de lentisco (Pistacia lentiscus), enebros, candiles (Aristolochia baetica), zarzaparrilla (Smilax aspera). En suelos empobrecidos por fenómenos como, por ejemplo, los incendios forestales, también aparecen romerales (Salvia rosmarinus), landa de Ulex parviflorus y jarales.

#### Vegetación de baja montaña
Entre los 700 y los 1300 metros se desarrolla el piso mesomediterráneo. Aquí, los veranos siguen siendo calurosos, pero en invierno se producen heladas. Son frecuentes el lentisco (Pistacia lentiscus), olivo silvestre y zarzaparrilla (Smilax aspera). El encinar sobre suelos silíceos es pobre en especies; junto a la encina, enebros, torvisco y madreselva (Lonicera etrusca).

#### Vegetación de media montaña
Entre 1300 y 1900 metros aproximadamente se desarrolla el piso supramediterráneo. En este piso los veranos son templados y los inviernos son ligeramente fríos, con frecuentes heladas y nevadas. Las especies predominantes son el melojo, y en menor medida, el quejigo y el arce; estas tres especies se desarrollan en formaciones boscosas. Más frecuentes son los encinares, que se sitúan generalmente entre los 1300 y los 1750 m. Tienen a desarrollarse tanto sobre suelos carbonatados como sobre rocas ácidas. Los encinares son dominados por la encina y, según el tipo de suelo y la altitud, arbustos como enebros (Juniperus oxycedrus), agracejo (Berberis hispanica), torvisco (Daphne gnidium), rusco (Ruscus aculeatus) y majuelo (Crataegus monogyna) sobre suelos básicos.

#### Vegetación de alta montaña
A partir de los 1900 metros, hasta los 2700 metros aproximadamente, se desarrolla el piso oromediterráneo. Es a partir de esta franja de alturas donde aparecen la mayoría de las especies que convierten a Sierra Nevada en un paraíso botánico. Las temperaturas son frías en invierno y frescas en verano. Las precipitaciones son abundantes todo el año, la mayoría se producen en forma de nieve, desarrollándose pinares y sabinares. La vegetación está formada por especies de porte arbóreo y arbustivo (Pino silvestre (Pinus sylvestris), sabina rastrera (Juniperus sabina), J. communis subsp. hemisphaerica, Prunus ramburii) y un matorral pulvinular (Vella spinosa, Erinacea anthyllis, Bupleurum spinosum).

Sobre suelos más evolucionados aparecen enebrales y piornales, formando comunidades ricas en caméfitos fruticosos y hemicriptófitos (Arenaria imbricata, Festuca indigesta). También abunda la flora endémica: Genista versicolor, Arenaria pungens, Potentilla nevadensis. En áreas calcáreas a mayor altitud (cabecera del río Dúrcal, Dornajo), y por la escasez de suelo, se desarrolla un espinal con sabinas y enebros, mezclado con un tomillar almohadillado, apareciendo especies como son Sideritis carbonellis y Astragalus granatesis.

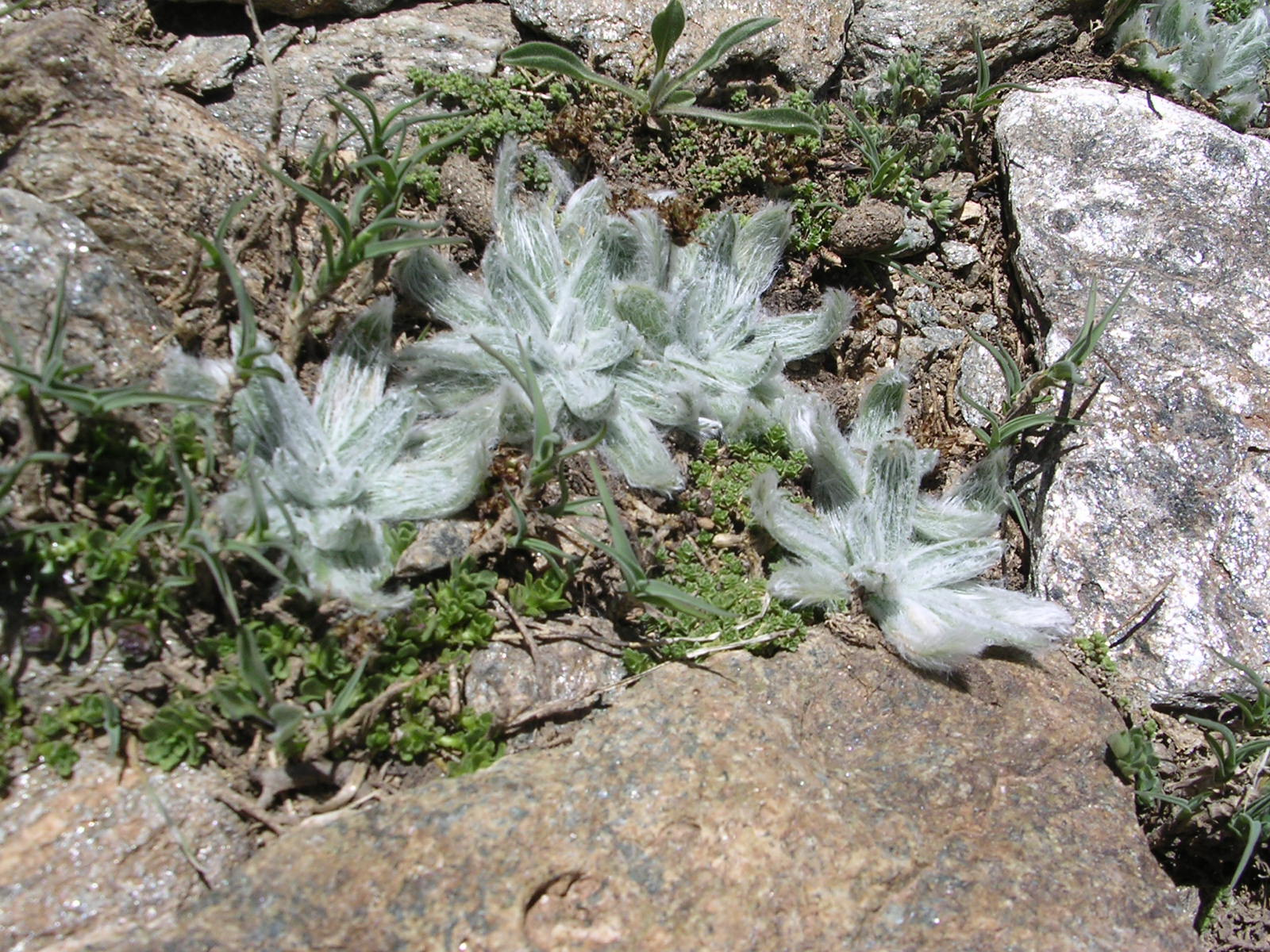
Estrella de las nieves (Plantago nivalis).

#### Vegetación de las cumbres
El piso crioromediterráneo se desarrolla a partir de los 2600 o 2800 m. Las condiciones climáticas de fuerte insolación, temperaturas extremas, fuertes vientos, la sequía estival propia de las latitudes mediterráneas y la presencia de nieve más de 8 meses al año impiden el desarrollo de especies leñosas. En este entorno se desarrollan los borreguiles (nombre que reciben en Granada los pastizales nevadenses de alta montaña o pastizales de montaña). Este tipo de vegetación (que también en parte se desarrolla en los estadios altos del piso oromediterráneo) presenta ciertas similitudes con la tundra ártica, con el cervuno (Nardus stricta) como planta más representativa, y un elevadísimo número de endemismos.

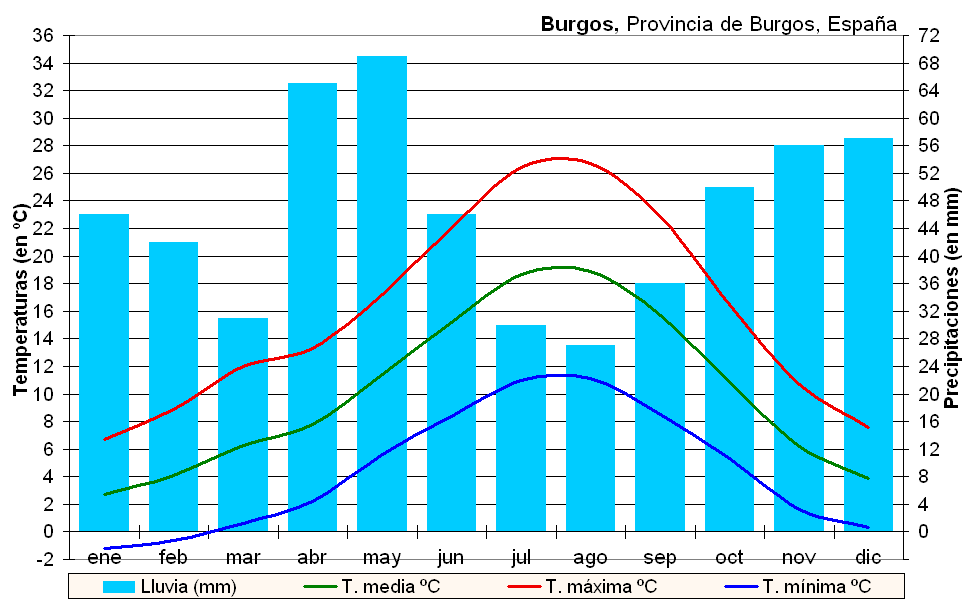
Burgos, ejemplo de supramediterráneo
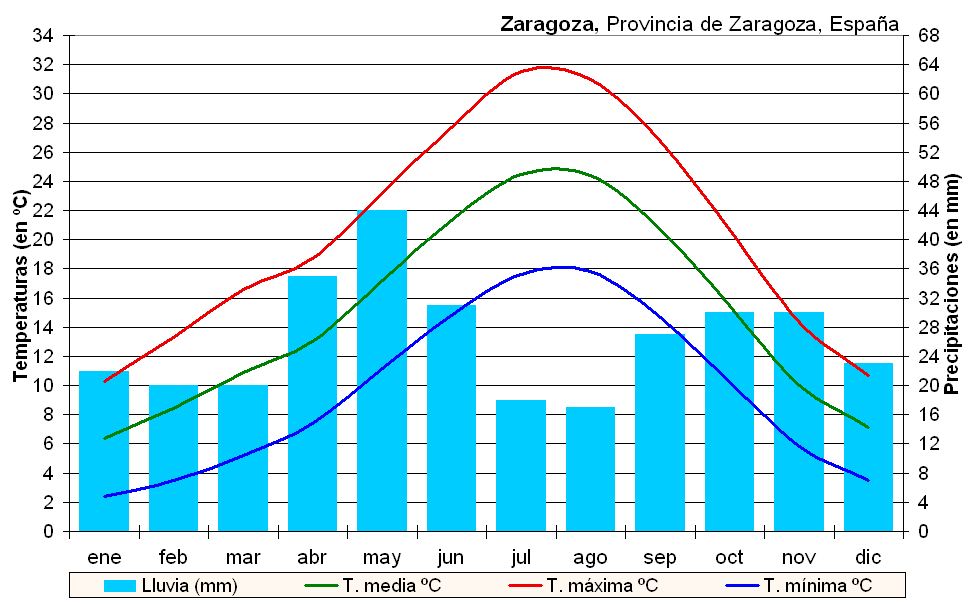
Zaragoza, ejemplo de mesomediterráneo
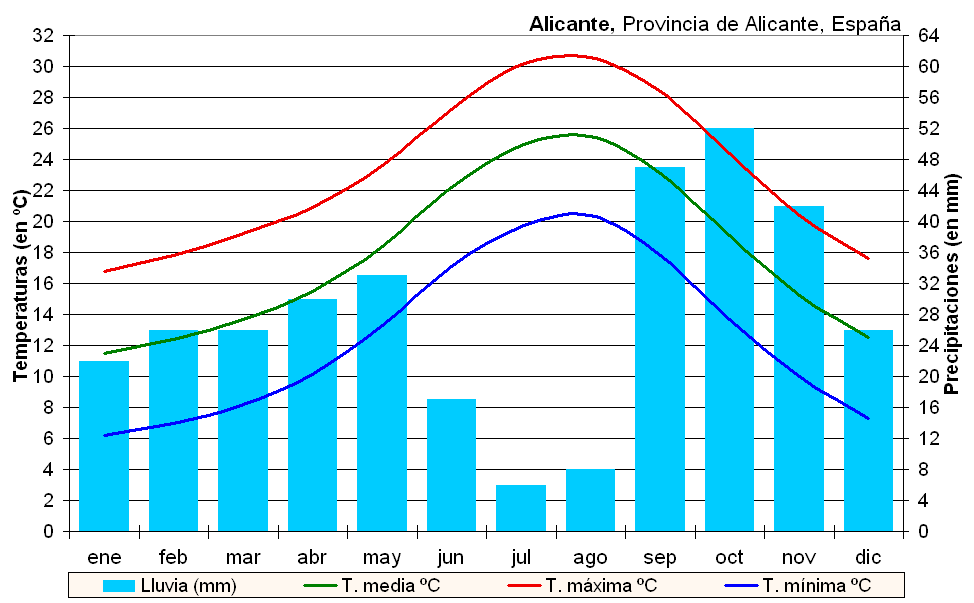
Alicante , ejemplo de termomediterráneo
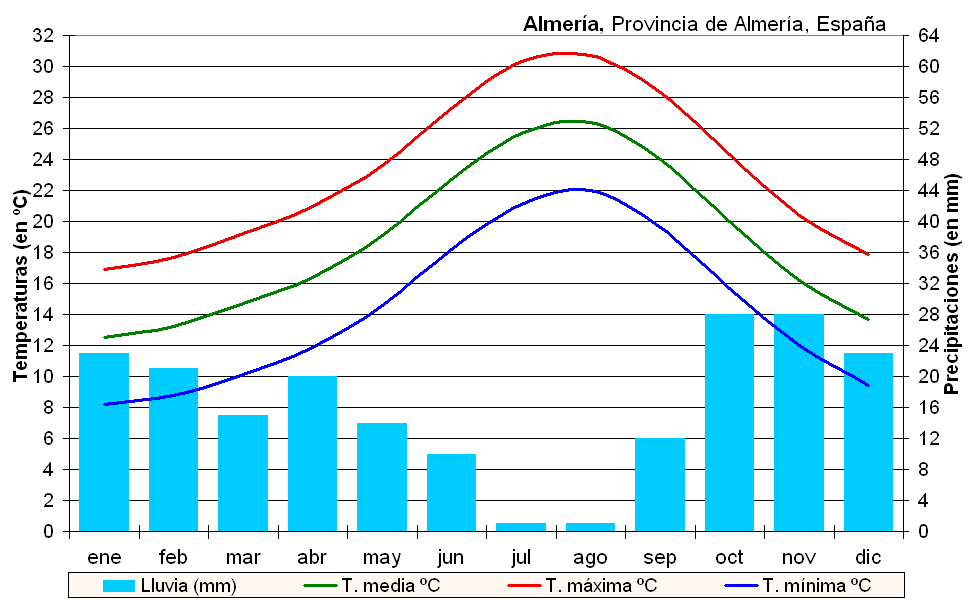
Almería tiene clima Inframediterráneo

### Región macaronésica
Por su extremada similitud bioclimática, con frecuencia estos pisos de vegetación son asimilados a sus equivalentes mediterráneos. Son los pisos Supracanario, Mesocanario, Termocanario e Infracanario.

## La cliserie

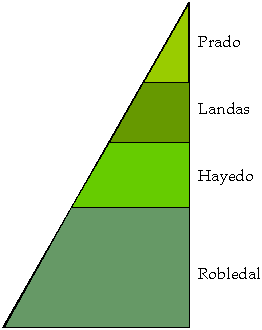
Cliserie presente en la cordillera Cantábrica.

Una cliserie es una representación esquemática de los distintos pisos de vegetación. Así, las especies se van sucediendo desde las menos resistentes al frío a las que presentan mayor tolerancia a las bajas temperaturas, con más necesidades de agua y adaptadas a peores suelos. Una secuencia de vegetación arbórea típica comienza con los robles en las zonas más bajas, seguidos de hayas y abetos, terminando en los pinos negros, tras los cuales no aparecen más árboles. Más arriba de este nivel aparecen matorrales y luego especies herbáceas muy resistentes al frío como el edelweiss, tras los cual la vegetación desaparece porque nos encontramos con nieves perpetuas.
Se pueden establecer 5 zonas dentro de cada sistema montañoso:
- Zona de cumbres: con vegetación de tipo herbáceo, sin árboles. Podemos distinguir:
  - Crestas: con pendientes abruptas, roca desnuda y pequeñas plantas fanerógamas, musgos y líquenes.
  - Zonas más suaves: con formaciones herbáceas que forman pastos.

- Coníferas de alta montaña: con especies resinosas o coníferas muy resistentes a las bajas temperaturas. Especies:
  - En el norte: pinabeto, pinsapo y pino negro.
  - Desde el sistema Ibérico y sistema Central hacia el sur, el pino.

- Matorral de alta montaña: con características almohadilladas. Matorrales enanos adaptados: enebros, sabina, piornos. Reciben el nombre de nanos. Zona intermedia entre los pastos de las cumbres y bosques inferiores.

- Bosque de frondosas de media montaña. Corresponde a:
  - Zonas húmedas: robles, hayas y castaños.
  - Zonas secas: rebollos, quejigos y encinas.
    - Aparecen pinares (silvestre, rodeno, etc.), pero en donde el haya ha desaparecido/cortado

- Zona de especies que necesitan más temperatura: con encinas, alcornoques, algarrobos y pinos de piñonero y carrasco. Es la zona más degradada por la instalación de cultivos.

Las cotas de las diferentes cliserides, varían de unos sistemas a otros en función de la latitud.

## Véase también

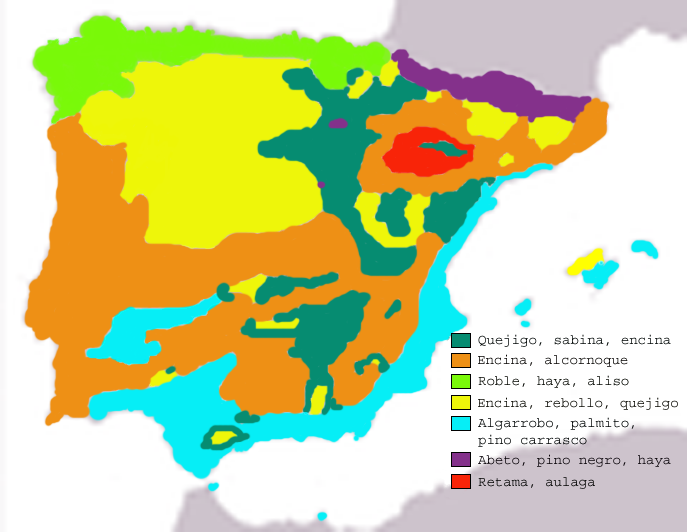
Ocupación ideal de los bosques ibéricos.